# Corps de soutien technique et administratif de la Gendarmerie nationale
Le corps de soutien technique et administratif de la Gendarmerie nationale (CSTAGN, [kstaɲ]) est un corps de spécialistes qualifiés dans le soutien opérationnel des unités de la gendarmerie française.
Il se compose exclusivement de sous-officiers (distinct du corps technique et administratif de la gendarmerie nationale composé d'officiers formés à l'EOGN) qui, au niveau central, régional ou départemental, en restauration ou encore dans un atelier automobile, sont des spécialistes dotés de compétences humaines, sportives et techniques.
Ces sous-officiers sont formés depuis le 1er septembre 2001 au centre national de formation du corps de soutien technique et administratif de la Gendarmerie Nationale à Rochefort.

## Chronologie
1979 : Création du corps des emplois administratifs et d’état-major (EAEM). La formation initiale se déroule au sein de l’école de gendarmerie de Fontainebleau.
1981 : Instruction du premier et du second degré dispensée au sein de l’École interarmées des personnels militaires féminins (EIPMF) de Carpiquet à Caen, puis transfert de la totalité de la formation à Fontainebleau au sein du stage de formation des sous-officiers féminins (SFSOF).
1997 : Transfert de Fontainebleau à Chaumont au sein du Centre national de formation des gendarmes auxiliaires féminins et des personnels de la spécialité Emplois administratifs et de soutien de la gendarmerie (CNF/GAF/EASG).
2001 : Création du Centre national de formation du Corps de soutien technique et administratif de la gendarmerie (CNF/CSTAG), implanté à Rochefort.

## Insigne
Depuis 2008, le galon d’élite et le fond de leur coiffure (képi pour les hommes, postillon pour les femmes), ainsi que leurs fourreaux d’épaule, insignes de bas de manche et pattes de collet sur la vareuse, sont de couleur argent sur fond noir comme ceux de la gendarmerie départementale, à l’exception des deux soutaches argent au-dessus de la grenade « bois de cerf »,.

## Formations

### Conditions pour suivre la formation initiale
Pour pouvoir suivre la formation initiale et donc devenir sous-officier du CSTAGN via le concours externe, il faut avoir entre 18 et 35 ans, être titulaire du baccalauréat, présenter une excellente condition physique et réussir les tests de sélection.
Au surplus, il est nécessaire de disposer de connaissances dans la spécialité choisie pour pouvoir réussir l'épreuve d'aptitude professionnelle. un arrêté fixe les modalités relatives à ce recrutement.
Les Gendarmes adjoints volontaires peuvent se présenter au concours sans le baccalauréat s'ils sont titulaires du Diplôme de gendarme adjoint (DGA). Il en va de même pour les Adjoints de sécurité de la police nationale exerçant depuis plus d'un an.

### Titularisation
La titularisation est appelée "passage SOC, pour "Sous-officier de carrière".
Selon l’instruction n° 41000  du 6 mai 2019 relative aux modalités d’admission dans le corps des sous-officiers de carrière du corps de soutien technique et administratif  de la  gendarmerie  nationale :
"Les sous-officiers servant sous-contrat, candidats à l’admission dans le corps des SOC, doivent réunir les conditions suivantes au 31 décembre de l’année d’établissement de la demande:–avoir accompli au moins quatre ans de services militaires effectifs dont deux ans dans un grade de sous-officier;–être titulaire du brevet élémentaire de spécialiste tel qu’il existe depuis 2006 ou son équivalent pour les années antérieures."
Il existe une "condition de gestion" afin de déterminer les Sous-officiers pouvant prétendre au passage de carrière: une note interne stipule que les sous-officiers doivent faire preuve d'une bonne manière servir mais aussi valider leur CCPM (Contrôle de la condition physique du militaire). Dans les faits et sauf cas exceptionnel, les personnels ne pouvant prétendre à la titularisation sont ceux ne validant par leur CCPM, à cause d'un barème inadapté. (La circulaire n° 39000/ARM/GEND/DPMGN/SDC/BFORM relative à la préparation physique opérationnelle et à la pratique du sport par les militaires de la gendarmerie nationale stipule que « La finalité de l'entraînement physique militaire et sportif (EPMS) est de permettre à chacun d'acquérir un niveau de condition physique et mentale adapté aux spécificités et aux contraintes de son emploi et de ses missions, et de contribuer ainsi au développement de la capacité opérationnelle de la gendarmerie. »). Aujourd'hui, et malgré cette circulaire, le barème sanctionnant le CCPM et le même pour les CSTAGN que pour leurs homologues du terrain, ce qui explique les nombreux échecs, et la multiplication dans les États-majors et groupements de sous-officiers servant sous-contrat: ces échecs sont à mettre en lumière eu égard aux conditions de recrutement des CSTAGN; en effet, la note éliminatoire pour rentrer varie au cours des différentes sélections, de 3/20 (correspondant à un 3000m en moins de 21 minutes pour un homme de - de 40 ans) à 6/20 (correspondant à un 3000m en moins de 18 minutes pour un homme de - de 40 ans). S'il est facile de réaliser ces temps, il convient de signaler que la validation du CCPM une fois en poste sortira de ce cadre dérogatoire du recrutement, et il faudra alors, pour un homme de - de 40 dans, réaliser le 3000m en moins de 15 minutes.

### Le brevet élémentaire de spécialiste (BES)
La formation du BES est divisée en trois phases : 
- une formation militaire initiale (FMI), commune à chaque spécialité, dispensée à l'École de gendarmerie de Rochefort d'une durée de 12 semaines,
- une phase de soutien opérationnel (SOP) dispensée à l'École de gendarmerie de Rochefort d'une durée de 2 semaines.
- une formation d'adaptation à la spécialité (FAS), dispensée dans diverses écoles militaires, d'une durée variable selon la spécialité (entre 10 et 22 semaines),

Cette formation est sanctionnée par l'obtention du brevet élémentaire de spécialiste (BES), obligatoire pour être nommé maréchal des logis, premier grade du CSTAGN.

### Les formations continues
Il existe diverses formations continues :
- la formation de spécialiste de deuxième niveau, d'une durée de 5 à 8 semaines, elle est sanctionnée par le brevet supérieur de spécialiste (BSS) et conditionne l'avancement au grade d'adjudant,
- la formation de spécialiste de troisième niveau, d'une durée d'un mois, est sanctionnée par l'attribution du brevet de chef de service (BCS) et  conditionne l'avancement au grade d'adjudant-chef,
- des formations professionnelles spécialisées {comptabilité-finances, logiciel métiers (Agorh@ - Vulc@in - Geaude...), sécurité alimentaire, PSC 1...}.

Conditions d'accès au BSS
C'est le Bureau du personnel sous-officier du corps de soutien technique et administratif de la gendarmerie nationale qui délibère afin de déterminer si les personnels peuvent ou non se rendre en école afin de décrocher le BSS.
Trois listes sont émises :  
- une liste des admis
- une liste des ajournés car non validation du CCPM
- une liste des personnels non autorisés à aller en BSS (ne remplissant pas les critères de durée de service notamment)

Sauf cas très particuliers, l'évolution au sein du CSTAGN n'est possible qu'à la condition d'avoir une bonne condition physique et de valider son Contrôle de la condition physique du militaire.

### Les affectations
Ils peuvent être affectés dans les unités suivantes : 
- services de la direction des personnels militaires à la Direction générale de la Gendarmerie nationale (DGGN) à Issy-les-Moulineaux,
- bureau des ressources humaines d'un état-major (chef-lieu de département, de région, formations spécialisées de la gendarmerie),
- Commandement du soutien opérationnel de la gendarmerie nationale (COMSOPGN) au Blanc,
- an centre expert ressources humaines (CERH) au Blanc ou dans l'un des antennes de Bordeaux ou Rennes,
- au sein d'un groupement, d'une compagnie, d'un escadron départemental de sécurité routière ou d'un escadron de gendarmerie mobile,
- en OPEX,
- au sein d'un des sept Centres Régionaux d'Information et de Coordination Routières (CRICR)

La fonction primant sur le grade, il est tout à fait possible d'être chef de service en sortie d'école.

### Contrôle de la condition physique du militaire
Contrairement aux idées reçues, les militaires du CSTAGN sont également assujettis au CCPM, au même barème que leurs homologues "du terrain".
Si la non validation du CCPM n'entraîne aucune conséquence au cours de la carrière, sa validation est en revanche une condition requise afin d'accéder au Brevet Supérieur de Spécialiste ou au passage SOC (titularisation). Une mauvaise condition physique au regard des barèmes est de nature à compromettre l'évolution au sein de l'institution.
Ces éléments doivent faire partie de la grille d'analyse de tout candidat souhaitant s'engager dans le CSTAGN afin d'y faire carrière.
Point d'attention: le barème pour rentrer en école CSTAGN est inférieur au barème exigé lors du passage de carrière ou lors de l'examen de la candidature au Brevet Supérieur de Spécialiste. En effet; une note supérieure à 6/20 suffit lors du concours, mais une note inférieure à 10/20 ne sera pas suffisante pour valider votre CCPM.
De nombreux personnels se retrouvent "bloqués" au grade de MDL une fois en poste; voire au grade de MDC, faute de CCPM.
A noter que le BSS octroie l'échelle de solde 4.

## Spécialités

### Administration et gestion du personnel
Dans cette spécialité les personnels servent principalement dans :
- un secrétariat d'unité de niveau compagnie ou escadron ;
- un bureau des ressources humaines de niveau départemental ou régional pour assurer le suivi de l'activité et de l'effectif (réservistes, chancellerie, notation, avancement, formations...) ;
- les services experts des ressources humaines (SERH) à Le Blanc (Indre), Rennes (Ille-et-Vilaine) ou Bordeaux (Gironde) pour assurer l’appréciation et le suivi des droits des militaires de la gendarmerie (solde, indemnités…) ou pour participer à l'application de la réglementation et à la mise en œuvre des procédures nécessaires à l'administration et à la gestion des militaires de la gendarmerie.

### Gestion logistique et financière
Les gestionnaires servent principalement dans l'un des trois emplois suivants :
- au sein d’une cellule budget administration d’une région ou d’un service des finances du Commandement du soutien opérationnel de la gendarmerie nationale (COMSOPGN) à Le Blanc (36), pour effectuer des opérations courantes de gestion et de comptabilité;
- au sein d’une section logistique et financière au niveau départemental, pour participer au suivi et à la gestion des approvisionnements et des stocks;
- dans le domaine des achats marchés, pour établir et suivre les achats sur factures, sur conventions et marchés simples répondant aux demandes des utilisateurs dans la limite du budget alloué.

### Affaires immobilières
Les spécialistes AI sont des techniciens polyvalents.
En Gendarmerie, ils sont appelés "les AI".
Les Officiers et Sous-Officiers de Gendarmerie du cadre général sont tenus d'occuper leur logement. Ils sont titulaires d'une Concession de Logement par Nécessité Absolue de Service (CLNAS).
Les spécialistes en Affaires Immobilières ont la mission d'accompagner au mieux leurs homologues titulaires d'une CLNAS de leur arrivée dans leur logement à leur départ, ainsi que de tout ce que cela implique en termes de gestion des charges, de gestion des relations avec les bailleurs privés et les collectivités pour le parc locatif mais aussi de la gestion du parc domanial, ou il s'agit de maintenir au mieux l'infrastructure dont La gendarmerie a la propriété.
Les AI exercent à différents niveaux:
- Au niveau central, à Paris, au Bureau des Affaires Immobilières de la Gendarmerie Nationale.

- Au niveau zonal, en Bureau de L'Immobilier et du Stationnement ou encore en Détachement de L'immobilier Domanial (DID).

- Au niveau Région en Bureau de l'Immobilier et du Logement dit "BIL"

- Au niveau SAI (Service des Affaires Immobilières), qui correspond à l'échelle Groupement (Département).

En relation directe avec les échelons centraux, les gendarmes des différentes unités, les élus, les préfectures, le SGAMI, mais aussi les différentes entreprises, les techniciens en Affaires-Immobilières doivent faire preuve d'entregent, de bon sens et de diplomatie dans l'exercice de leur emploi.

### Restauration collective
Dans la spécialité Restauration Collective, les spécialistes exercent des activités de gestion au profit des structures de restauration ou de loisirs (restauration, bar, hôtellerie, comptoir des ventes), de tenue de la comptabilité du cercle, de participation à l'encadrement du personnel d'exécution, du suivi et de la gestion des approvisionnements et des stocks.

### Auto engins blindés
Les techniciens assurent l’entretien et les réparations des véhicules, des motocyclettes ou encore des moyens nautiques au sein d'un atelier automobile de la gendarmerie ou d'un atelier mutualisé du ministère de l'intérieur.

### Armurerie - pyrotechnie
Les domaines de compétences intègrent notamment l'armement traditionnel et la pyrotechnie mais aussi l'optique avec les systèmes de visée et la balistique. Pour la pyrotechnie, la gestion technique et administrative des munitions (approvisionnement, gestion, codification, marquage, transport, stockage, élimination) occupe une place importante.